# Conception axiomatique
 (décembre 2018).
La conception axiomatique (Axiomatic design en anglais) est une méthode développée par le Professeur Suh Nam Pyo pour concevoir des systèmes avec des méthodes matricielles. 

## Description
Elle permet d'analyser de manière systématique la transformation des besoins de l'utilisateur en besoins fonctionnels (Functionnal requirements FR), en paramètres de conception (Design parameters DP), et en variables de process,,.
La relation entre les besoins fonctionnels FR et les paramètres de conception DP suit cette formule:
{\displaystyle {\begin{bmatrix}FR_{1}\\FR_{2}\end{bmatrix}}={\begin{bmatrix}A_{11}&A_{12}\\A_{21}&A_{22}\end{bmatrix}}.{\begin{bmatrix}DP_{1}\\DP_{2}\end{bmatrix}}}
Le nom de conception axiomatique vient du fait que ce sont des axiomes qui régissent l'analyse et le processus de décision pour la conception avec cette méthode. Les deux axiomes utilisés sont les suivants:
- 1er axiome : L'axiome d'indépendance. Maintenir l'indépendance des besoins fonctionnels.
- 2nd axiome : L'axiome d'information. Minimiser la quantité d'informations dans la conception.

Cette méthode a été développée par Dr Suh Nam Pyo dans le département d'ingénierie mécanique du MIT dans les années 1980.
Depuis 2006 se tient chaque année une conférence internationale pour présenter les évolutions et diverses applications de cette méthode.